# التحكم بانبعاثات المركبات

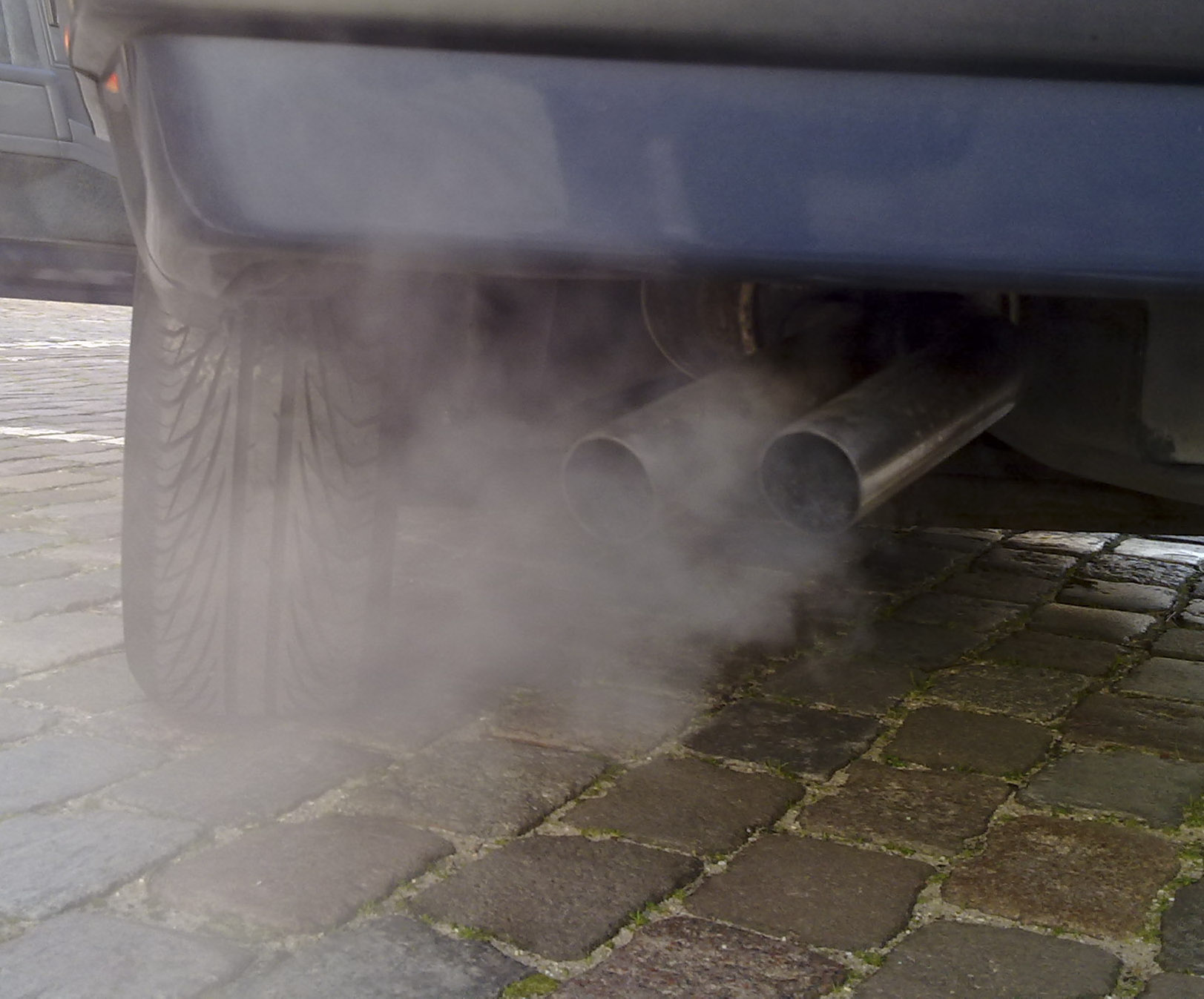
عادم مركبة يخرج منه انبعاثات غازية على شكل دخان

التحكم بانبعاثات المركبات هو دراسة تخفيض الانبعاثات التي تنتجها المركبات ذات المحركات، وخصوصًا محركات الاحتراق الداخلي.

## أنواع الانبعاثات
ثبت أن انبعاثات العديد من ملوثات الهواء لها عدة آثار ضارة للصحة العامة والبيئة الطبيعية. تشمل الانبعاثات التي تشكل ملوثات رئيسية كلًا من:
- الهيدروكربونات (HC) – صنف من الوقود المحترق أو المحترق جزئيًّا، وهي تعد من المواد السامة. الهيدروكربونات تساهم بشكل كبير في الضباب الدخاني، الذي يشكل مشكلةً كبرى في المناطق المدنية. يساهم التعرض الطويل للهيدروكربونات في الربو، وأمراض الكبد، وأمراض الرئة، والسرطان. تتنوع التشريعات التي تحكم الهيدروكربونات حسب نوع المحرك والولاية القضائية؛ في بعض الحالات، تخضع «الهيدروكربونات غير الميثانية» لهذه القوانين، في حين أن «الهيدروكربونات الشاملة» هي التي تخضع للقوانين في أماكن أخرى. قد لا تكون التكنولوجيا المناسبة لإحدى التطبيقات (لموافاة معيار الهيدروكربون غير المثالي) مناسبة للاستخدام في تطبيق يجب أن يوافي شروط معيار الهيدروكربون الشامل. ليس الميثان سامًا بشكل مباشر، ولكن تفكيكه أصعب في خطوط الوقود ويفترض أن تجمع عبوة فحمية أبخرة الوقود وتحتويها لتوزعها إما لإعادتها لخزان الوقود أو بعد إقلاع المحرك وتسخينه لإدخالها في خط سحب الهواء وحرقها في المحرك.
- أحادي أكسيد الكربون (CO) – وهو من نواتج الاحتراق غير الكامل. ينقص استنشاق أحادي أكسيد الكربون قدرة الدم على حمل الأكسجين؛ وقد يكون التعرض الزائد له (تسمم أحادي أكسيد الكربون) قاتلًا. (يرتبط أحادي أكسيد الكربون بقوة بالهيموغلوبين، المادة الكيميائية التي تحمل الأكسجين في خلايا الدم الحمراء، حيث يرتبط غاز الأكسجين (O2) مؤقتًا. يقصي ارتباط أحادي أكسيد الكربون غاز الأكسجين ويخفض قدرة الهيموغلوبين على إطلاق الأكسجين المرتبط فعلًا، وفي كلتا الحالتين يؤدي ذلك لإيقاف فعالية خلايا الدم الحمراء. يكون التعافي بإطلاق أحادي أكسيد الكربون ببطء وإنتاج الجسم لهيموغلوبين جديد -عملية تعافي- وبذلك يتطلب التعافي الكامل من التسمم الحاد (غير القاتل) بأحادي أكسيد الكربون ساعات أو أيامًا. يوقف إبعاد الشخص من الجو المسمم بأحادي أكسيد الكربون إلى الهواء المنعش الإصابة ولكنه لا يؤدي إلى تعافٍ مباشر، على عكس حالة إخراج الشخص من جو خانق (جو فيه عوز للأكسجين). ومن الشائع استمرار الآثار السامة لأيام).
- أكاسيد النتروجين NOx – تتولد عندما يتفاعل النتروجين في الهواء مع الأكسجين عند درجات حرارة مرتفعة وضغط مرتفع داخل المحرك. تؤدي أكاسيد النتروجين للضباب الدخاني والأمطار الحمضية. أكاسيد النتروجين هي مجموع NO ومركبات NO2. ثنائي أكسيد النتروجين NO2 شديدة التفاعل. يزيد إنتاج أكاسيد النتروجين عند سير المحرك عند نقطة التشغيل الأكثر كفاءةً (أي الأعلى حرارةً)، لذا تنشأ الحاجة بشكل طبيعي لموازنة بين الأداء والسيطرة على انبعاثات أكاسيد النتروجين. من المتوقع أن ينخفض إنتاج هذه الأكاسيد بشكل كبير إذا استخدمت أنواع الوقود المستحلب.[2][3]